# Кристалографія

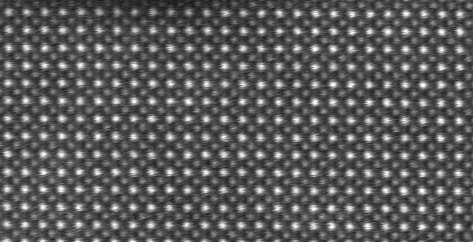
Кристалічна будова титанату стронцію. Яскраві атоми — Sr, темніші — Ti. Зображення отримане у електронному мікроскопі високої розрізняльної здатності

Кристалогра́фія (англ. crystallography) — наука про кристали, їх будову та властивості, а також процеси їх утворення та росту. Вона пов'язана з мінералогією, фізикою твердого тіла та хімією.

## Історія
Як окрема наука кристалографія зародилася в середині XVII століття. В Україні дослідження з кристалографії проводять Інститут геохімії, мінералогії та рудоутворення імені М. П. Семененка НАН України, кафедри університетів (Київського, Львівського та ін.).
Спочатку кристалографічні ідеї зародилися при спостереженні й вивченні природних об'єктів — мінералів і гірських порід, що складають земну кору, у більшості своїй кристалічних, бо кристали — основна форма існування твердих тіл. Тому можна вважати, що в створенні кристалографії як науки велику роль відіграла геологія. Історія розвитку науки про кристали цікава і своєрідна. Кристалографія як наука розвивалася нерівномірно. Тривалий — багатовіковий — період поступового накопичення відомостей про камені, з якими з часів глибокої старовини люди мали справу, вживаючи їх для найрізноманітніших цілей, використовуючи їх корисні властивості (твердість, прозорість, здатність певним чином розколюватися), можна вважати передісторією науки. Окремі знахідки кристалів мінералів дивували й навіть вражали людей своєю незвичайною формою, прозорістю, світловою грою на гранях. Часто властивості таких чудодійних каменів пов'язували з божественними силами, а самим кристалам приписували магічні властивості. Так, ще декілька віків тому в Китаї при похованні на язик померлого клали спеціальний амулет з агату — символ воскресіння мертвих. Вважалося, що носіння того або іншого каменю може зробити людину приємною в суспільстві, а його мову осмисленою і виразною, що, наприклад, кристали гірського кришталю запобігають поганим снам, допомагають у веденні судових справ, лікують душевний розлад і меланхолію. Навіть в середні віки учені ще не могли пояснити істинне походження кристалів. Вважали, наприклад, що кристали гірського кришталю — це стійка форма льоду, — та і саме слово «кристал» пішло від грецького «кристаллос», що за часів Гомера означало прозорий лід. Згодом цей термін був поширений спочатку на прозорі, а потім і на непрозорі тіла з природною багатогранною формою. Аж до XVI ст. далі за опис дивовижних незграбних тіл справа не йшла.
З давніх-давен люди намагалися здійснити перші спроби на основі ідей симетрії побудувати ідеалізовану модель Землі загалом і навіть зв'язати в єдину гармонічну систему весь Всесвіт. Прикладом є космогонічна геометрія Платона, що базувалася на п'яти високо симетричних правильних багатогранниках — Платонових тілах — з однаковими гранями, ребрами та вершинами. Чотири з них символізували елементи, з яких будується світ: вогонь, повітря, вода та земля. П'ятий багатогранник нібито відповідав контурам Всесвіту, бувши символом небесної сфери. Набагато пізніше, майже через 20 століть, німецький математик і астроном І. Кеплер у своїй книзі «Гармонія світу» спробував, виходячи з єдиного геометричного принципу, розрахувати число орбіт, їх відносні розміри і характер руху планет, тим самим нібито розкрити задум самого Творця. Першим кроком на шляху до пізнання глобальної симетрії нашої планети слід вважати спостереження Арістотеля, що свідчать про кулеподібність Землі. Набагато пізніше в працях І. Ньютона та інших дослідників природи було відзначено поступове зниження власної симетрії Землі у міру уточнення її форми: від кулі — до еліпсоїда обертання, далі до тривісного еліпсоїда і зрештою — до геоїда більш складної форми.
В кінці ХІХ ст. Л. Грін та А. Лаппарент уподібнили земну кулю до тетраедра у чистому вигляді, виходячи з того, що тетраедр за даного об'єму має найбільшу поверхневу площу і є тією формою «до якої тяжіє земна кора при деформації», бо зміна фігури Землі під впливом силових полів, що проковзають по її тілу, веде до перебудови електромагнітних зв'язків в самій речовині Землі. Будь-яка ж перебудова супроводжується напругою, появою у речовині різних хвиль — звукових, сейсмічних тощо. Інтерференція цих хвиль може привести до деяких наближень фігури Землі до форми багатогранника. Попри те, що геометрія кристалів здавалася таємничою та нерозв'язною задачею, потроху накопичувались факти про властивості кристалів при їх ограновуванні. Тільки в часи Відродження (XVI ст.) з'явилися перші здогадки про можливі закономірності внутрішньої будови кристалів.

## Основні розділи кристалографії
Основні розділи кристалографії: геометрична кристалографія (вивчає симетрію, структуру і морфологію кристалів), кристалогенез (вивчає утворення й ріст кристалів), фізична кристалографія (вивчає фізичні властивості кристалів — механічні, оптичні, теплові), кристалохімія (вивчає зв'язок між хімічним складом речовини і її фізичними й хімічним властивостям) й прикладна кристалографія (методи й апаратура для вирощування кристалів і використання їх у техніці). Розвивається новий напрям — космічна кристалографія.

## Найважливіші методи дослідження у кристалографії
При розгляді процесів зародження та росту кристалів використовують загальні принципи термодинаміки та закономірності фазових переходів і поверхневих явищ з врахуванням їхньої взаємодії з середовищем, атомно-молекулярної структури й анізотропії властивостей. Досліджують також відхилення від ідеальної кристалічної ґратки, зумовлені дефектами, що виникають в процесі росту кристалів або в результаті зовнішнього впливу на них.
Найважливіші з методів дослідження кристалографії: гоніометричний, хімічний, фізичний та ін. До традиційних методів структурної кристалографії належать: рентгеноструктурний аналіз, електронографія, нейтронографія, ІЧ-спектроскопія, оптична колориметрія, електронний і ядерний магнітний резонанс та ін. Основи математичного апарата кристалографії — теорія груп симетрії кристалів і тензорне числення.
Рентгенокристалографія — метод визначення просторового розташування атомів у кристалі за допомогою аналізу дифракції рентгенівського випромінення.
В останні десятиріччя широко використовуються комп'ютерні методи розрахунку кристалів і методи передбачення кристалічних структур із заданими наперед властивостями.